# Ядерное испытание № 43 (1957)
Ядерное испытание № 43 − советское ядерное испытание, проведённое 7 сентября 1957 года на Новоземельском полигоне в бухте губы Чёрной, с целью изучения поражающих факторов наземного ядерного взрыва на корабли-мишени и береговые сооружения. Это было единственное наземное ядерное испытание на Новой Земле. Мощность взрыва составила 32 килотонны.

## История
31 июля 1954 года вышло секретное постановление Совета Министров СССР № 1559—699, в котором предусматривалось в 1956 году провести натурное ядерное испытание на Новой Земле для изучения поражающих факторов атмосферного ядерного взрыва на корабли и подводные лодки. В 1956 году Министерство среднего машиностроения отказалось проводить испытание водородной бомбы РДС-37 на Новой Земле, перенеся испытание на следующий год. В результате натурное испытание было отложено тоже. Новым постановлением Совета Министров СССР № 416—206 от 15 апреля 1957 года предусматривалось в этом же году провести натурное испытание и испытание торпеды Т-5, выстреливаемой с подводной лодки по кораблям-мишеням.
Министерству судостроительной промышленности предписали оборудовать 17 кораблей-мишеней, а ВМФ провести испытания. Научная часть испытаний возлагалась на Академию наук СССР под руководством И. В. Курчатова и Н. Н. Семёнова.

## Подготовка и испытание
Корабли находились на 6 радиусах: 300 м, 600 м, 900 м, 1500 м, 1900 м, 2200 м.
Размещение кораблей:
| Название            | Тип      | Дистанция | Положение ко взрыву | Примечание                        |
| ------------------- | -------- | --------- | ------------------- | --------------------------------- |
| Б-20                | Подлодка | 300 м     | Бортом              | Погружена на грунт (глубина 31 м) |
| Б-22                | Подлодка | 600 м     | Бортом              | Погружена на грунт (глубина 31 м) |
| С-84                | Подлодка | 600 м     | Бортом              | В крейсерском положении           |
| С-20                | Подлодка | 900 м     | Бортом              | В крейсерском положении           |
| «Грозный»           | Эсминец  | 1500 м    | Бортом              |                                   |
| Т-219               | Тральщик | 1500 м    | Носом               |                                   |
| «Федор Митрофанов»  | Тральщик | 1500 м    | Бортом              |                                   |
| С-19                | Подлодка | 1500 м    | Бортом              | В крейсерском положении           |
| «Гремящий»          | Эсминец  | 1900 м    | Бортом              |                                   |
| Т-218               | Тральщик | 1900 м    | Бортом              |                                   |
| «Разъярённый»       | Эсминец  | 2200 м    | Бортом              |                                   |
| «Павлик Виноградов» | Тральщик | 2200 м    | Бортом              |                                   |

В качестве мишеней на испытаниях участвовали 7 кораблей и 5 подводных лодок из состава специально организованной для ядерных испытаний 241-й бригады опытовых кораблей. Заряд был размещён на металлической 15-метровой вышке, находящейся на площадке А-6 примерно в 100 м от берега бухты. Несмотря на хорошо проведённую генеральную репетицию, во время самого испытания случился непредвиденный случай. В назначенное время взрыв не произошёл, поэтому к заряду была направлена группа смельчаков, состоявшая из В. П. Ковалёва, В. И. Жучихина, И. И. Симанкова и Ю. Н. Коленова. Когда они приблизились к заряду, то обнаружили, что в первом радиоканале перегорел предохранитель на приёмнике, а во втором — на передатчике. После устранения неполадки пришлось снова перезаряжать кино-фото камеры и всю измерительную аппаратуру. На этот раз после генеральной репетиции заряд сработал без замечаний.

## Результаты
Результаты по подлодкам, эсминцам и тральщикам:
| Название            | Тип      | Расстояние | Повреждения |
| ------------------- | -------- | ---------- | --- |
| Б-20                | Подлодка | 300 м      | Поднять лодку удалось только двумя 400-тонными понтонами, осмотр водолазами не выявил серьёзных повреждений, вероятной причиной затопления стало нарушение герметичности забортной арматуры. |
| Б-22                | Подлодка | 300 м      | Поднята 75-тонным килектором, повреждений выявлено не было, лодка сохранила боеспособность.                                                                                                  |
| С-84                | Подлодка | 600 м      | Полностью потеряла боеспособность, не затонула из-за того, что прочный корпус не получил повреждений.                                                                                        |
| С-20                | Подлодка | 900 м      | Получил повреждения надстройки и ограждения рубки, появились сильные повреждения корпуса в виде вмятин, боеспособность корабля частично снизилась.                                           |
| С-19                | Подлодка | 1500 м     | Повреждений не получила, боеспособность сохранила полностью |
| «Грозный»           | Эсминец  | 1500 м     | Получил различные повреждения надстроек, повредились котельные кожухи и дымовые трубы, шахты вентиляции, антенны и другие устройства.                                                        |
| «Гремящий»          | Эсминец  | 1900 м     | Повреждения такие же, как у «Грозного». Задействованные механизмы на «Гремящем» работали удовлетворительно.                                                                                  |
| «Разъярёный»        | Эсминец  | 2200 м     | Повреждения такие же, как у «Грозного». |
| «Федор Митрофанов»  | Тральщик | 1500 м     | Сильно деформировалась надстройка. |
| Т-219               | Тральщик | 1500 м     | Пострадала бортовая рубка. |
| Т-218               | Тральщик | 1900 м     | Получил повреждения надстроек. |
| «Павлик Виноградов» | Тральщик | 2200 м     | Повреждения надстроек. |

Воздушная ударная волна явилась основным поражающим фактором в этом испытании. От взрыва такого типа корабли в основном получили повреждения надстроек, сейсмические и преломлённые в воде волны повреждений не вызвали. Корабли были заражены радиацией. Так как взрыв был произведён примерно в 100 м от побережья, то помимо грунта облаком увлеклось большое количество морской воды, которая стала радиоактивной, как и сам грунт. По данным аэрогаммасъёмки, радиоактивный след охватил большую часть Южного острова, он также регистрировался на расстоянии до 1500 км в юго-восточном направлении.